# Західний округ (Фіджі)
Західний округ (англ. Central Division) — один із округів Фіджі. Столиця округу - Лаутока. Складається із трьох провінцій - Ба, Надрога-Навоса, Ра. 

## Географія
Знаходиться в західній частині найбільшого острова Фіджі. 